# Hervilly

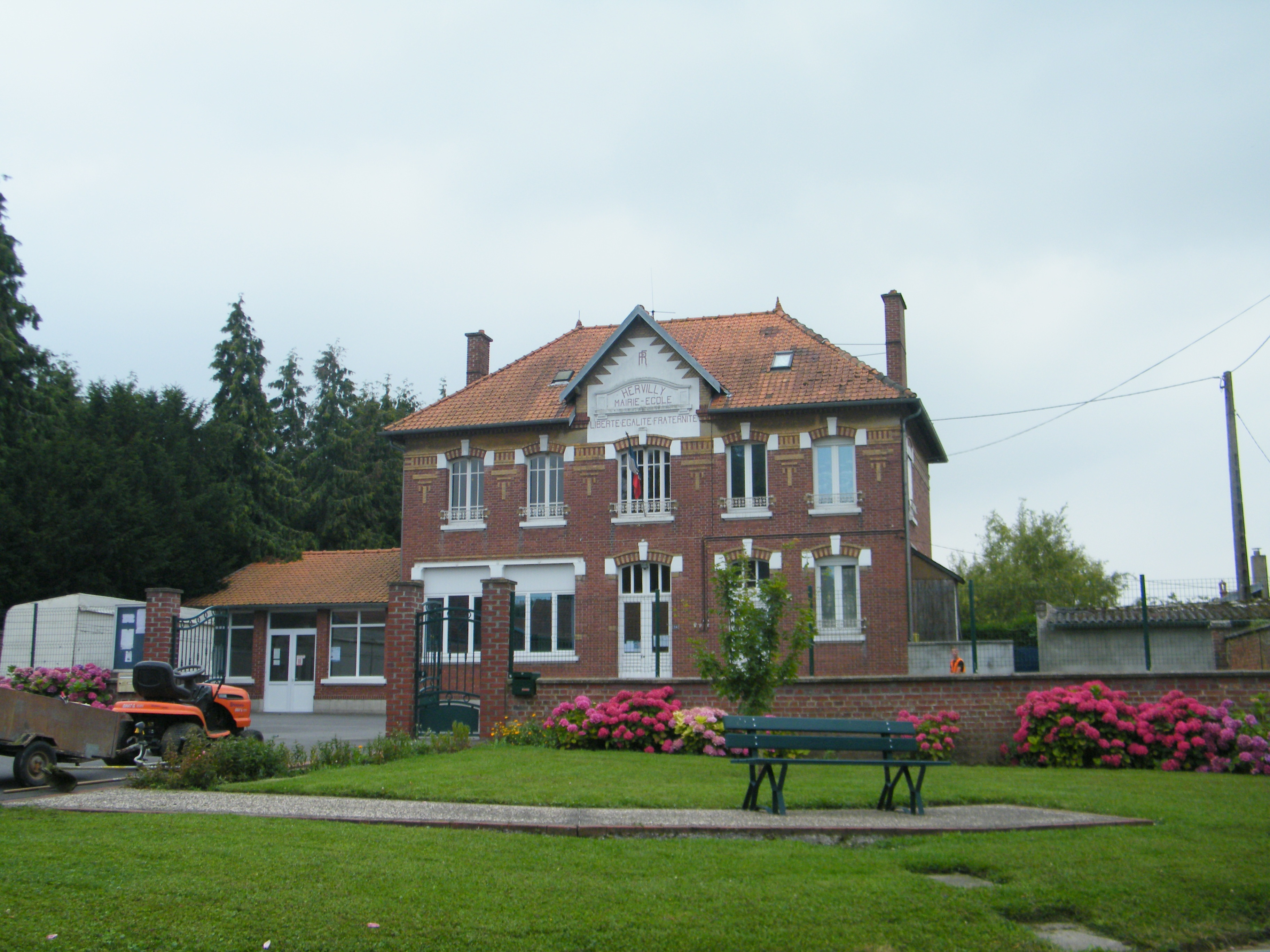
Das Rathaus von Hervilly, 2014

Hervilly (picardische Schreibweise: Hèrvilly) ist eine französische Gemeinde mit 187 Einwohnern (Stand 1. Januar 2022) im Département Somme in der Region Hauts-de-France im Norden von Frankreich. Die Gemeinde gehört zum Kanton Péronne.

## Geographie
Die Gemeinde liegt rund ein Kilometer südöstlich von Roisel an der Départementsstraße D24. Durch den südlichen Gemeindeteil Montigny verlief früher eine Eisenbahnstrecke (an der Darstellung von Resten des alten Bahndamms in der IGN-Karte noch erkennbar).

## Geschichte
Die Gemeinde erhielt als Auszeichnung das Croix de guerre 1914–1918.

## Einwohner
| 1962 | 1968 | 1975 | 1982 | 1990 | 1999 | 2006 | 2010 |
| ---- | ---- | ---- | ---- | ---- | ---- | ---- | ---- |
| 169  | 174  | 165  | 184  | 197  | 204  | 191  | 175  |

## Verwaltung
Bürgermeister (maire) ist seit 2001 Richard Jacquet.